# Marietta de Veintemilla
Marietta de Veintemilla   (Guayaquil, 8 de setembre de 1855 - Quito, 11 de març de 1907) va ser una escriptora, feminista i política equatoriana. Fou primera dama de l'Equador durant la presidència del seu oncle solter, el president Ignacio de Veintemilla (1876-1883).

## Biografia
Com a primera dama, va ser molt influent en la introducció de canvis en la vestimenta habitual de l'alta societat i la burgesia quitenya i en el comportament social de les dones. Va aconseguir que les dones de classe alta de l'Equador deixessin de banda els vestits negres del moment i que adoptessin la moda europea amb colors vius; també va influir perquè resultés acceptable socialment que les dones caminessin pel carrer sense anar acompanyades d'un home, després de fer-ho ella mateixa en el seu càrrec de primera dama passejant en públic sola o en companyia d'altres dones. Durant la presidència del seu oncle, Marietta va impulsar diversos projectes socials i culturals, com la construcció del Teatro Nacional Sucre, el redisseny del parc de La Alameda i diverses reformes urbanes a la ciutat de Quito. També va impulsar la fundació d'acadèmies de belles arts a diverses ciutats de la república i va fundar el primer jardí botànic de Quito.
El 1882, el seu oncle, decidit a proclamar-se dictador, estava absent de la capital, Quito, quan va esclatar la guerra entre diverses faccions: els liberals d'Eloy Alfaro, el restauradors de Salazar, Sarasti i Lizarzaburu i els partidaris de Veintemilla. En la seva absència, Marietta va prendre el control de la capital, del govern i de les seves forces armades en nom del seu oncle i va ordenar la defensa de Quito quan va ser atacat pels restauradors el gener de 1883. Per aquest motiu se la conegué com La Generalita. Després de la derrota, va ser empresonada, però el 1884 fou alliberada i obligada a marxar a l'exili.
El 1898, va deixar el seu exili a Lima i va tornar a Quito, on es va convertir en una figura líder del moviment de la dona que en aquells moments es començava a formar a l'Equador. En aquest camp destacà com a escriptora i com a conferenciant sobre qüestions feministes. La seva obra més rellevant, Páginas del Ecuador, es publicà el 1890.